# لورانس بيكر
لورانس بيكر (بالإنجليزية: Lawrence Becker)‏ هو محامي أمريكي، ولد في 10 أغسطس 1869، وتوفي في 12 مارس 1947.